# Lelystad
Lelystad (littéralement Ville de Lely) est le chef-lieu de la province néerlandaise du Flevoland. Située à environ 50 km au nord-est d'Amsterdam, Lelystad se trouve en bordure des mers intérieures de l'IJssel et de Marker. Là, débute la digue Houtribdijk qui sépare ces deux étendues d'eau et qui rejoint Enkhuizen.
Au 1er novembre 2012, la ville comptait 75 745 habitants.

## Histoire
Fondée en 1967, la ville a été nommée d'après le Dr Cornelis Lely, homme d'État et initiateur des barrages du Zuiderzee (Zuiderzeewerken).
Son emplacement a été choisi pour être au centre des nouveaux polders. Le Markerwaard n'ayant jamais été construit, la ville est de fait excentrée sur les terrains conquis sur l'eau.
La ville, comme l'intégralité du Flevoland, est bâtie sur un polder, c'est-à-dire sur des terrains gagnés sur l'eau, lesquels ont été asséchés en 1957. Elle se trouve à une altitude de 5 mètres sous le niveau de la mer.
La gare de Lelystad Centrum, due à l'architecte Peter Kilsdonk, est mise en service le 28 mai 1988, sur la ligne de Weesp à Lelystad (Flevolijn) (nl). Depuis le 30 septembre 2012, elle est également desservie par la nouvelle ligne de Lelystad à Zwolle (Hanzelijn) (nl).

### Communes et mers limitrophes

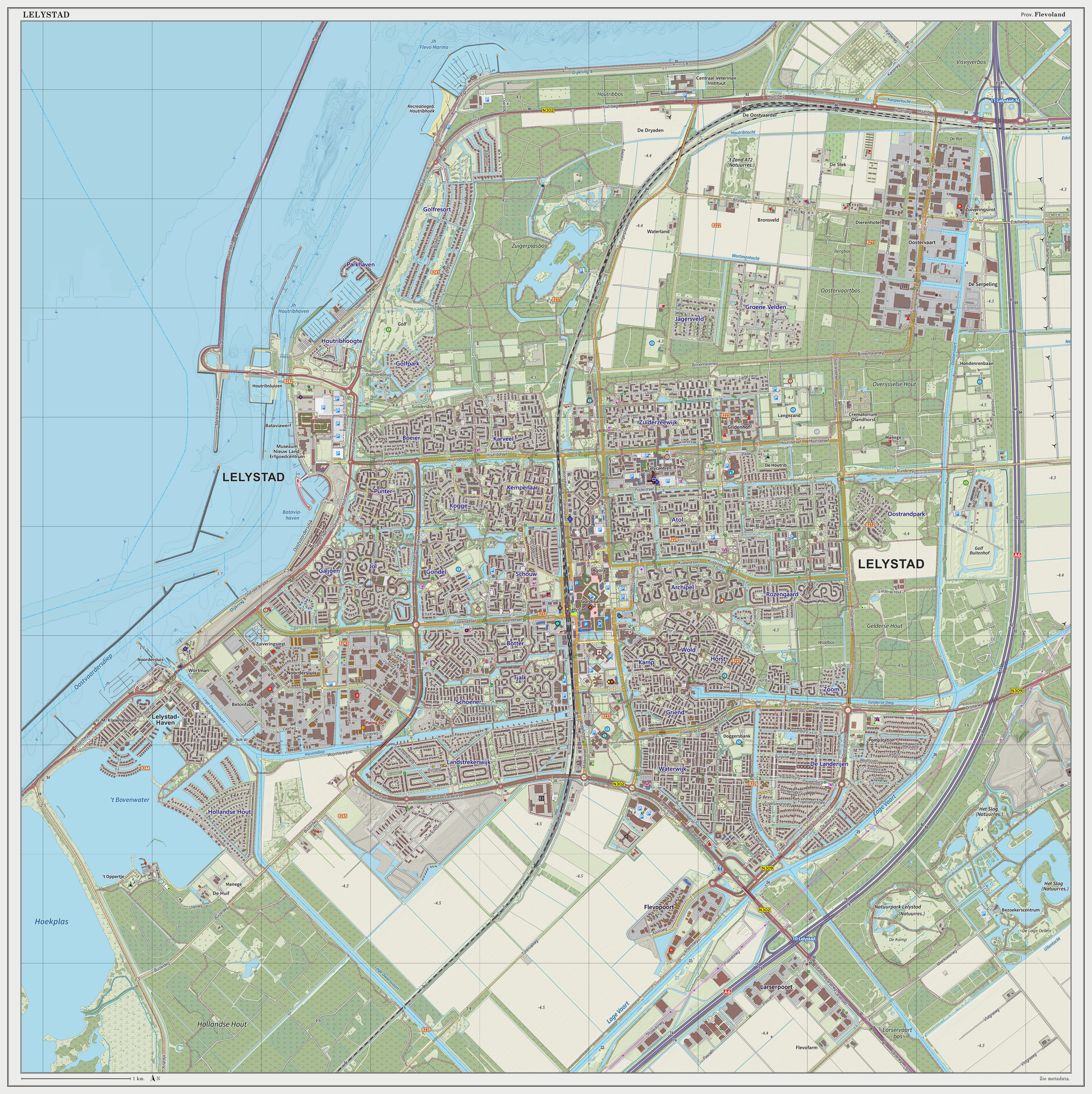
Carte de la ville de Lelystad (en néerlandais), Mars 2014.

## À voir
- À proximité de la ville se trouve l'importante réserve naturelle Oostvaardersplassen.
- Sur l'aéroport de Lelystad se trouve le musée de l'aéronautique Aviodrome, dans lequel on peut voir le dernier Douglas DC-2 en état de vol au monde.

## Galerie

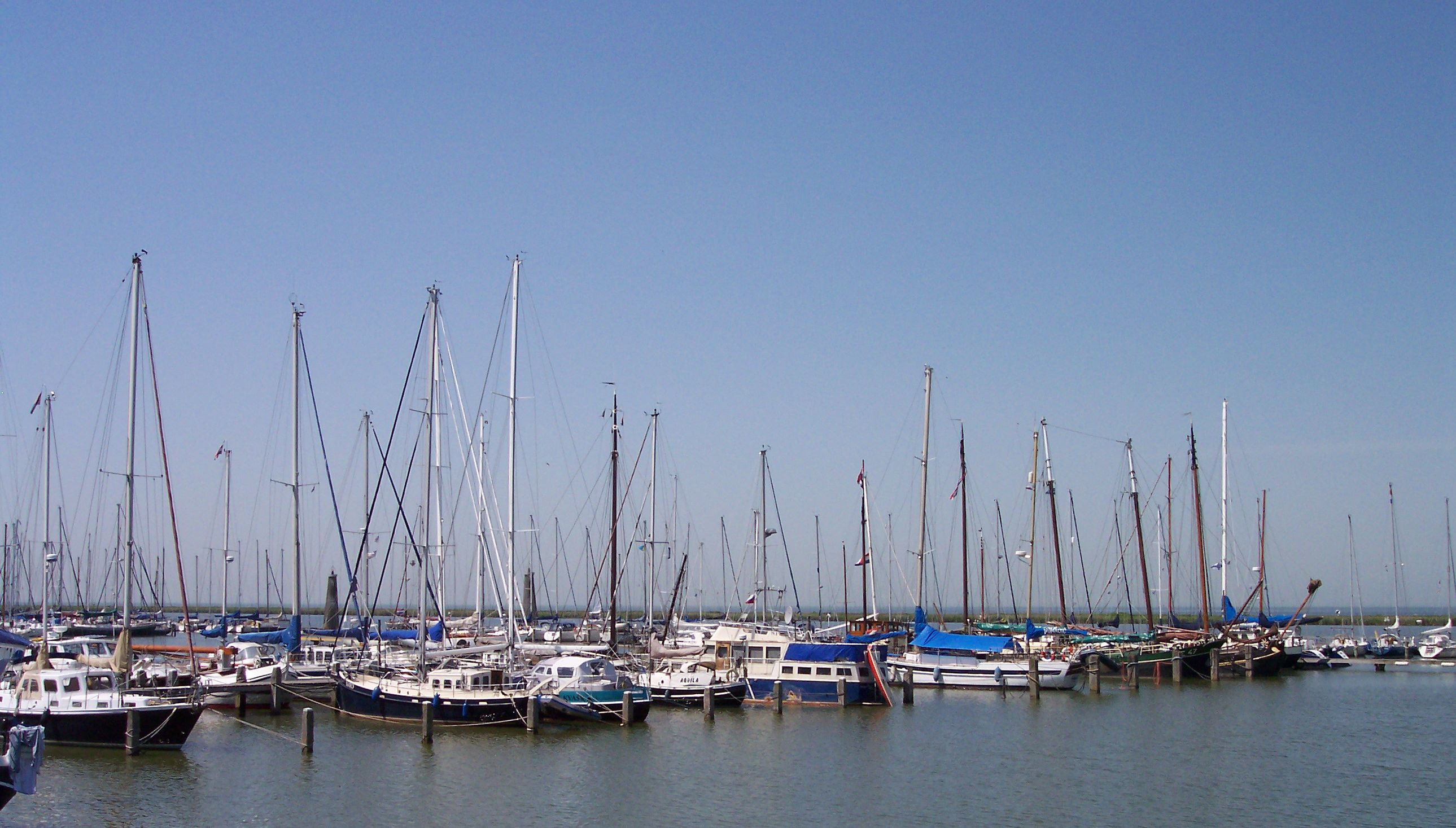
Port de Lelystad
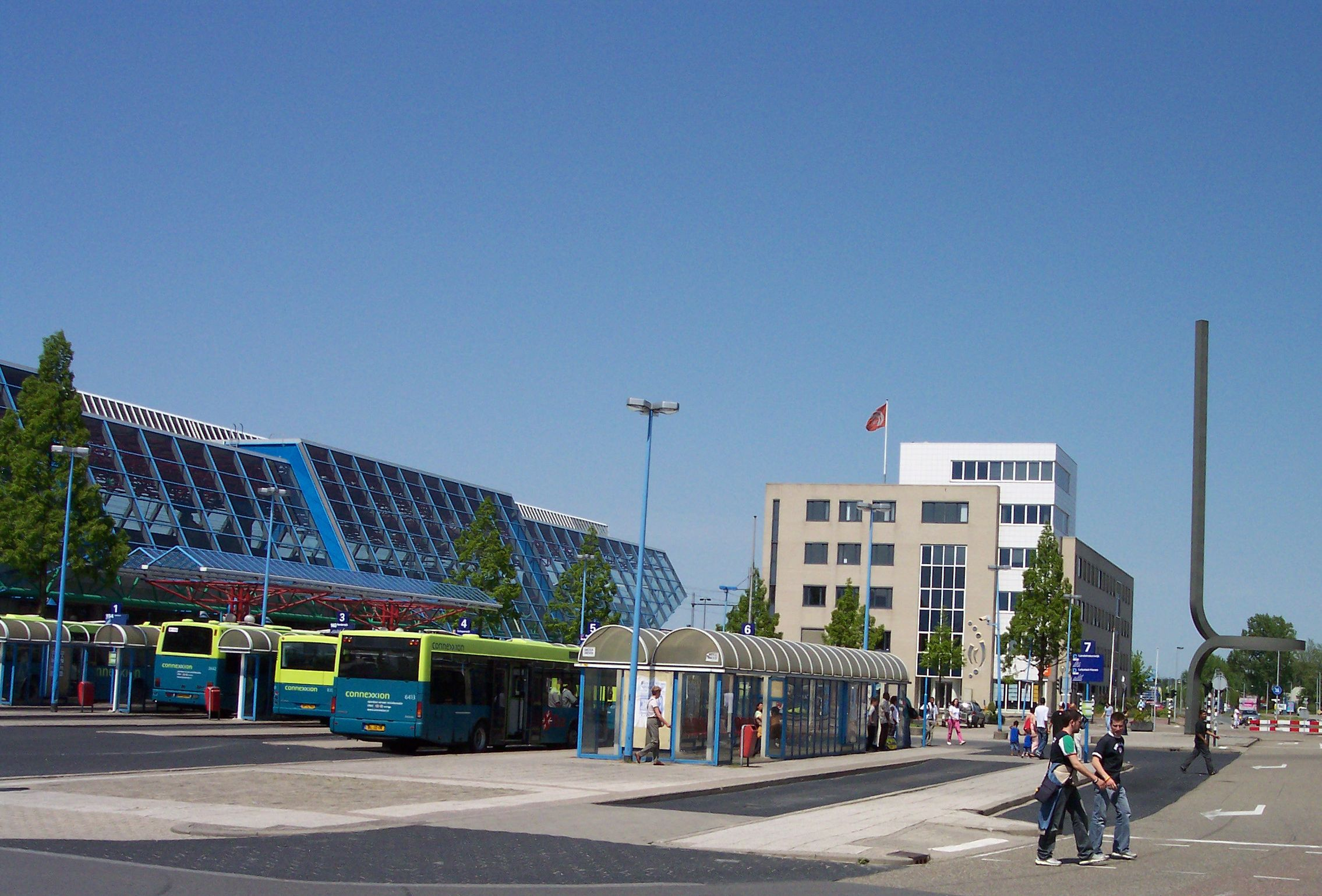
Gare de Lelystad